# Uloborus canescens
Uloborus canescens là một loài nhện trong họ Uloboridae.
Loài này thuộc chi Uloborus. Uloborus canescens được Carl Ludwig Koch miêu tả năm 1844.